# Ariana Grande
Ariana Grande-Butera, född 26 juni 1993 i Boca Raton i Florida, är en amerikansk sångare, låtskrivare och skådespelare. 
Hon inledde sin karriär med en biroll i musikalen 13 på Broadway. Hon blev känd för sin roll som Cat Valentine i TV-serien Victorious (2010–2013) och Sam & Cat (2013–2014). 

## Biografi
Ariana Grande växte upp i Boca Raton i amerikanska delstaten Florida. Hon är dotter till Joan Grande och Edward Butera. Grande är av italiensk härkomst och har beskrivit sig själv som italiensk-amerikan. Hon har en äldre halvbror, Frankie Grande. Hennes föräldrar separerade när hon var ungefär nio eller tio år gammal.

## Karriär
År 2008 gjorde Ariana Grande sin debut som skådespelare i rollen som Charlotte i musikalen 13. Från 2010 till 2013 spelade hon rollen som Cat Valentine i Nickelodeons serie Victorious. Grande spelar också rollen som Cat i Sam & Cat som är en spinoff på både Icarly och Victorious. Sam & Cat hade premiär 29 september 2013 i Sverige.

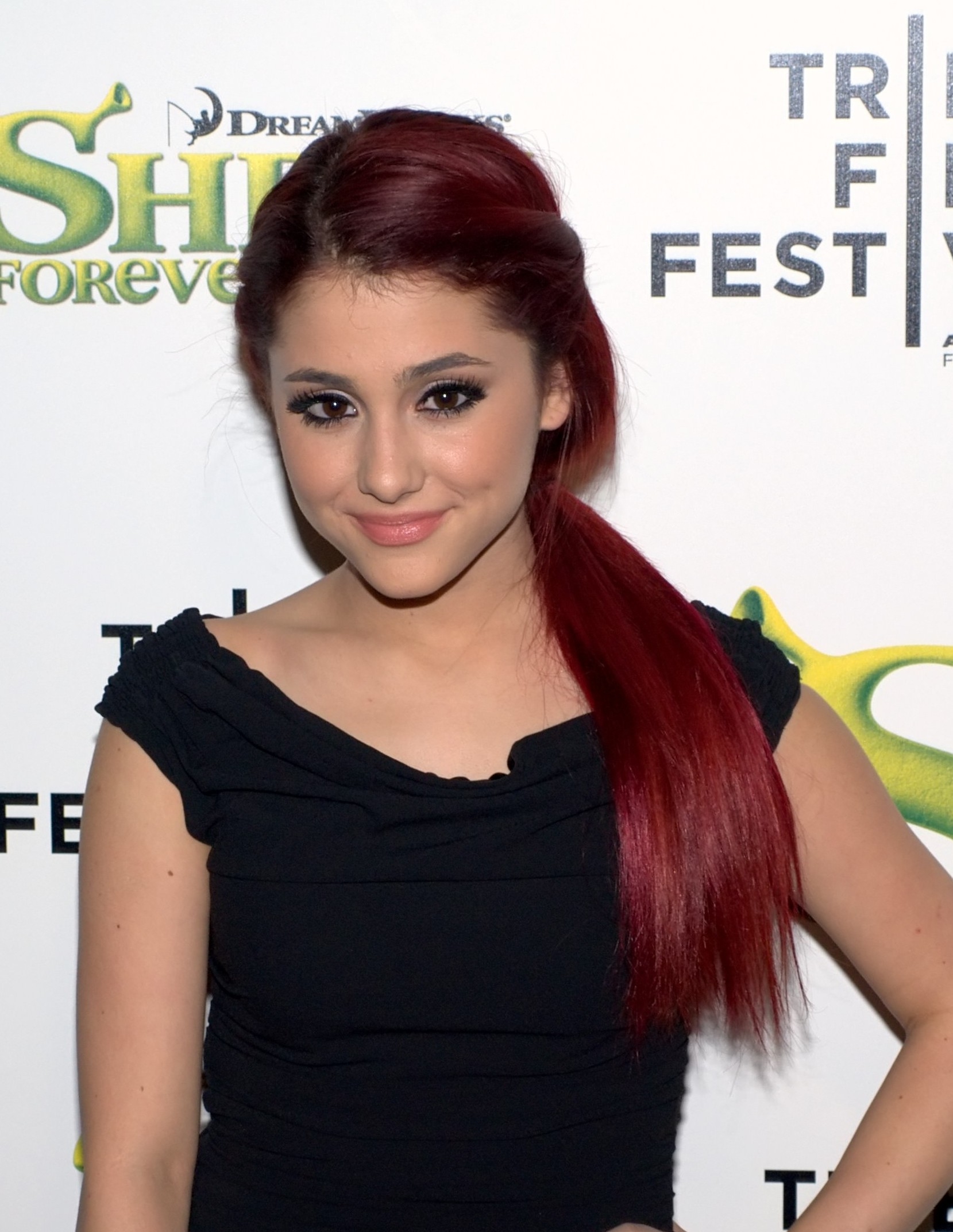
Ariana Grande 2010.

I mars 2013 slog Ariana Grande igenom som sångare med låten The Way från debutalbumet Yours Truly, vilket också blev det året hon uppmärksammades för sina talanger inom TV. Året därpå släppte hon sin hitlåt "Problem"  från hennes album "My Everything", vilket blev det året hon slog igenom stort i musikbranschen.
Den 22 maj 2017 genomförde en självmordsbombare ett attentat vid Manchester Arena efter en konsert med Ariana Grande och 22 människor dödades. Två veckor senare, den 4 juni, medverkade hon i One Love Manchester som var en välgörenhetskonsert som hölls på Old Trafford Cricket Ground för att hedra de offer som dog den 22 maj.
Grandes sjätte album, Positions, släpptes i oktober 2020. Grande släppte en konsertfilm för Sweetener World Tour med titeln Excuse Me, I Love You den 21 december 2020, exklusivt på Netflix.

## Prestationer
Fem av Grandes album har certifierats platina av RIAA. Hon är den mest följda kvinnan på Youtube och Spotify. Grande har vunnit två Grammy Awards, en Brit Award, nio MTV Video Music Awards, tre MTV Europe Music Awards och tre American Music Awards. Grande har vunnit fem Nickelodeon Kids' Choice Awards.
De tre singlarna från Thank U, Next, "7 Rings", "Break Up with Your Girlfriend, I'm Bored", och "Thank U, Next" listades på nummer ett, två respektive tre på veckan av 23 februari 2019, vilket gjorde Grande till den första soloartisten som upptog de tre bästa platserna i Billboard Hot 100 och den första artisten som gjorde detta sedan The Beatles år 1964.
År 2016 och 2019 utnämndes Grande till en av Times 100 mest inflytelserika människor i världen.

## Privatliv
Ariana Grande drabbades av posttraumatiskt stressyndrom (PTSD) och ångest efter attentatet i Manchester 2017.
Från juni till oktober 2018 var hon förlovad med komikern Pete Davidson. I december 2020 förlovade hon sig med fastighetsmäklaren Dalton Gomez  och i maj 2021 gifte sig paret i en privat ceremoni. I juli 2023 tillkännagavs att Grande och Gomez hade separerat. Parets skilsmässa avgjordes slutligt i mars 2024. Under sommaren 2023 inledde Grande en relation med skådespelaren Ethan Slater.

## Filmografi

### Film
| År   | Titel                                      | Roll             | Notering                          |
| ---- | ------------------------------------------ | ---------------- | --------------------------------- |
| 2011 | Snöflinga – Den vita gorillan              | Snowflake (röst) | Engelsk dubbning                  |
| 2015 | Underdogs                                  | Laura (röst)     | Engelsk dubbning                  |
| 2016 | Zoolander 2                                | Kvinna i bondage | Cameo                             |
| 2019 | Men in Black: International                | Utomjording      | Cameo                             |
| 2020 | Ariana Grande: Excuse Me, I Love You       | Sig själv        | Dokumentär och exekutiv producent |
| 2021 | Billie Eilish: The World's a Little Blurry | Sig själv        | Cameo                             |
| 2021 | Don't Look Up                              | Riley Bina       |                                   |
| 2024 | Wicked                                     | Galinda          |                                   |
| 2025 | Wicked: For Good                           | Galinda          |                                   |

### TV
| År      | Titel               | Roll                     | Noteringar                                   |
| ------- | ------------------- | ------------------------ | -------------------------------------------- |
| 2010–13 | Victorious          | Cat Valentine            | Huvudroll                                    |
| 2011    | Icarly              | Cat Valentine            | Avsnitt: "iParty with Victorious"            |
| 2011–13 | Winx Club           | Princess Diaspro (röst)  | Återkommande roll (Specials, säsong 3 och 5) |
| 2013    | Swindle             | Amanda Benson            | TV-film                                      |
| 2013–14 | Sam & Cat           | Cat Valentine            | Samarbete huvudroll                          |
| 2014    | Family Guy          | Italian Daughter (Röst)  | Avsnitt: "Mom's the Word"                    |
| 2014    | Saturday Night Live | Som sig själv/Musikgäst  | Avsnitt: "Chris Pratt/Ariana Grande"         |
| 2015    | RuPaul's Drag Race  | Som sig själv/Gästdomare | Avsnitt: "Ru Hollywood Stories"              |
| 2015    | Scream Queens       | Sonya Herfmann/Chanel #2 | Återkommande roll; 4 avsnitt                 |
| 2020    | Kidding             | Piccola Grande           | Avsnitt: "Episode 3101"                      |
| 2021    | The Voice           | Sig själv/Tränare        | Sedan säsong 21                              |

### Broadway
| År   | Föreställning | Roll      | Noteringar                    |
| ---- | ------------- | --------- | ----------------------------- |
| 2008 | 13            | Charlotte | Originalensemblen på Broadway |

### Musikvideor
|      | Huvudartist                | Låt                                        |
| ---- | -------------------------- | ------------------------------------------ |
| 2010 | Victoria Justice           | "Freak the Freak Out"                      |
| 2011 | Victoria Justice           | "Beggin' on Your Knees"                    |
| 2011 | Greyson Chance             | "Unfriend You"                             |
| 2011 | Victoria Justice           | "All I Want Is Everything"                 |
| 2012 | Ariana Grande              | "Put Your Hearts Up"                       |
| 2013 | Ariana Grande              | "The Way" ft. Mac Miller                   |
| 2013 | Ariana Grande              | "Almost Is Never Enough" ft. Nathan Sykes  |
| 2013 | Ariana Grande              | "Baby I"                                   |
| 2013 | Ariana Grande              | "Right There ft. Big Sean"                 |
| 2014 | Ariana Grande              | "Problem ft. Iggy Azalea"                  |
| 2014 | Ariana Grande              | "Break Free" ft. Zedd                      |
| 2014 | Jessie J                   | "Bang Bang" ft. Ariana Grande, Nicki Minaj |
| 2014 | Ariana Grande              | "Love Me Harder" ft. The Weeknd            |
| 2014 | Ariana Grande              | "Santa Tell Me"                            |
| 2015 | Ariana Grande              | "One Last Time"                            |
| 2015 | Ariana Grande              | "Focus"                                    |
| 2016 | Ariana Grande              | "Dangerous Woman"                          |
| 2016 | Ariana Grande              | "Let Me Love you" ft. Lil Wayne            |
| 2016 | Ariana Grande              | "Into You"                                 |
| 2016 | Ariana Grande, Nicki Minaj | "Side To Side" ft. Nicki Minaj             |
| 2017 | Ariana Grande              | "Everyday" ft. Future                      |
| 2018 | Ariana Grande              | "no tears left to cry"                     |
| 2018 | Ariana Grande, Nicki Minaj | "the light is coming" ft. Nicki Minaj      |
| 2018 | Ariana Grande              | ”God is a woman”                           |
| 2018 | Troye Sivan, Ariana Grande | "Dance To This" ft. Ariana Grande          |
| 2018 | Ariana Grande              | ”breathin”                                 |
| 2018 | Ariana Grande              | ”thank u, next”                            |
| 2019 | Ariana Grande              | ”7 rings”                                  |
| 2019 | Ariana Grande              | "break up with your girlfriend, i'm bored” |
| 2019 | Ariana Grande              | "in my head"                               |
| 2019 | Ariana Grande              | "boyfriend" ft. Social House               |
| 2020 | Ariana Grande              | "Stuck With U" ft. Justin Bieber           |
| 2020 | Lady Gaga, Ariana Grande   | "Rain On Me"                               |
| 2020 | Ariana Grande              | "positions"                                |
| 2021 | Ariana Grande              | "34+35"                                    |
| 2021 | Ariana Grande              | "34+35" ft. Doja Cat & Megan Thee Stallion |
| 2024 | Ariana Grande              | "yes, and?"                                |
| 2024 | Ariana Grande              | "we can't be friends (wait for your love)" |
| 2024 | Ariana Grande              | "the boy is mine"                          |

## Diskografi

### Studioalbum
- 2013 – Yours Truly
- 2014 – My Everything
- 2016 – Dangerous Woman
- 2018 – Sweetener
- 2019 – Thank u, Next
- 2020 – Positions
- 2024 – Eternal Sunshine

### EP
- Christmas Kisses

1. "Last Christmas"
2. "Love Is Everything"
3. "Snow in California"
4. "Santa Baby (with Liz Gillies)"

Japanska nyutgåvan
1. "Santa Tell Me"

- Christmas & Chill

1. Intro
2. Wit It This Christmas
3. December
4. Not Just On Christmas
5. True Love
6. Winter Things

Japanska nyutgåvan
1. Into You (Alex Ghenea Remix) featuring Mac Miller

### Albumframträdanden
Victorious skådespelarna - Victorious (Album)
- "Give It Up" - (Med Victorious och Elizabeth Gillies)
- "I Want You Back" (Jackson 5 cover)" - (Med Victorious)
- "Leave It All To Shine" - (Med Victorious, Icarly, Miranda Cosgrove & Victoria Justice)
- "You're My Only Shawty" - (Stödröst; featuring Iyaz, senare inkluderad i Demi Lovatos album Unbroken)